# Blåshorn

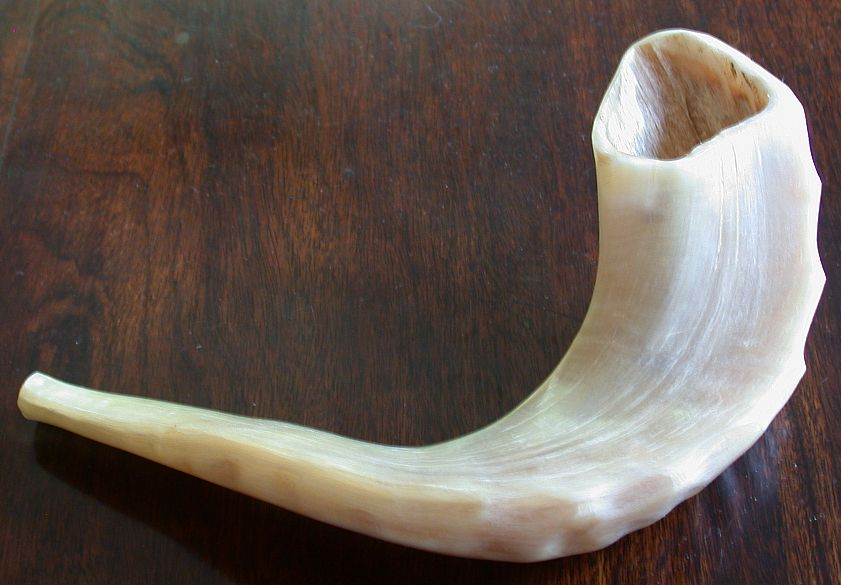
Judiskt blåshorn av får; shofar

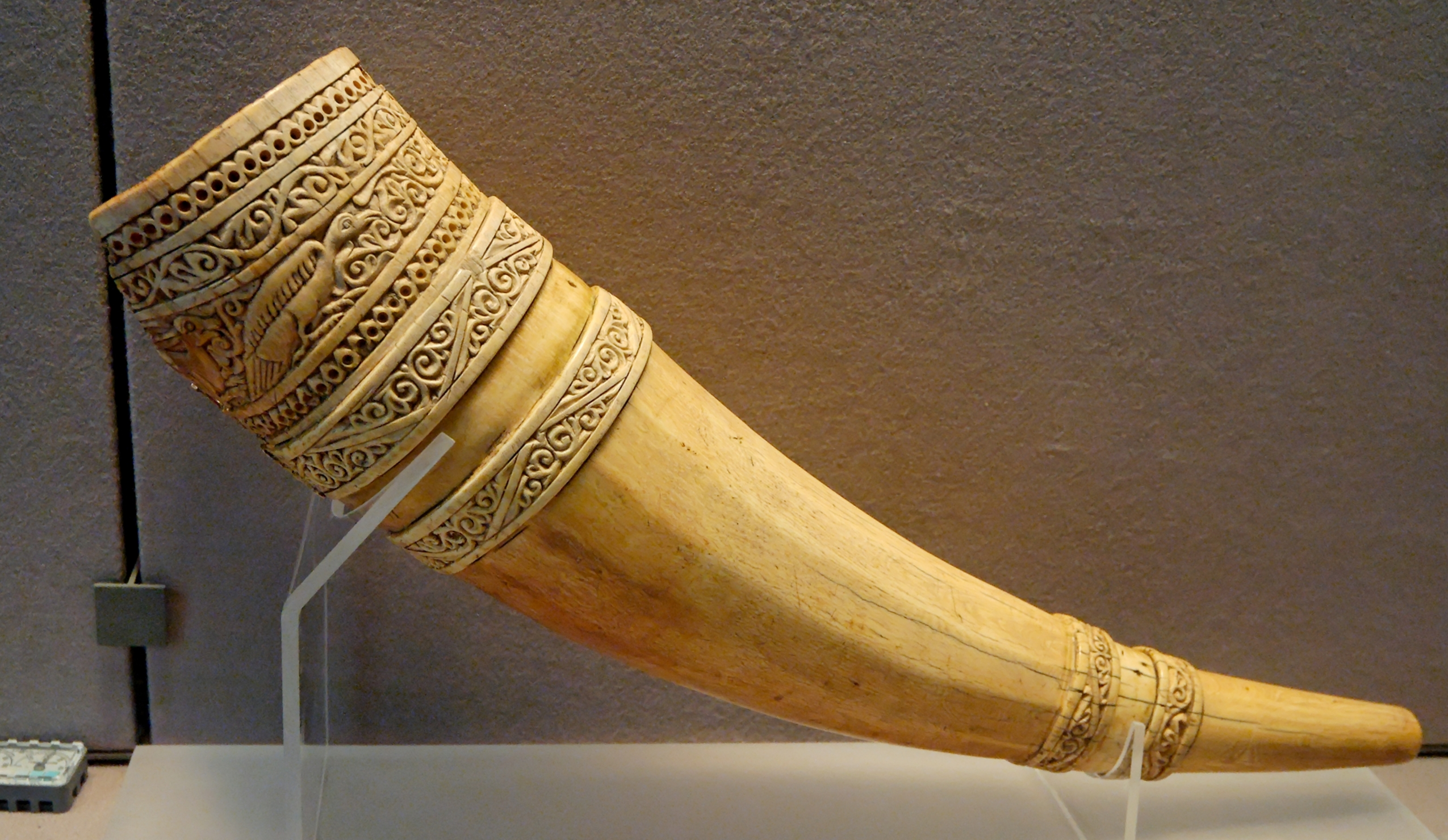
Signalhorn, så kallad Olifant av elfenben från 1000-talet utställt på Louvren i Frankrike.

Ett blåshorn eller vallhorn är ett musikinstrument, tillverkat av ett horn från ett slidhornsdjur.
Efter slakt kan hornet beredas på samma sätt som ett dryckeshorn för att bli mer hygieniskt och få ett bättre utseende, men man kan även tillverka blåshorn av råa horn. För att kunna ta ut mjukdelen, kvicken, kokas hornet någon timme. Hornets spets kapas av så att ett litet hål uppstår i den smala änden, i vilket man blåser på samma sätt som i en trumpet.  Hornet har nu en genomgående luftkanal.  Tonen är djup och kan ofta höras på långt håll. Större horn har en djupare ton än mindre. Tonen kan ändras genom att man sticker in handen som sordin i den större öppningen, eller genom att man tar upp fingerhål i hornet, på vilket man då spelar som på en flöjt. 
Hornet som instrument är begränsat till de kulturer som haft hornboskap, men har å andra sidan funnits hos många av dessa folk. Exempelvis finns traditioner snarlika de svenska i Norge, Finland och Baltikum. 
I blåshorn av modern souvenirtyp är det vanligt att sätta in ett munstycke av plast så att det blir ljud i hornet, men detta ljud är sällan särskilt likt det ljud en kunnig hornspelare kan åstadkomma.

## Vallhorn i olika kulturer

### Judisk kultur
Inom judendomen används blåshorn i vissa ceremonier, se shofar. Dessa tillverkas vanligen av horn från får.

### Sverige
Inom svensk folkmusik används instrumentet kohorn, som är ett blåshorn tillverkat av horn från nötkreatur. Instrumentet saknar munstycke och ursprungligen saknades även tonhål. Med tiden har dessa dock blivit vanligt förekommande och de är oftast är 3–5 till antalet. Kohornet var vanligt i den svenska fäbodkulturen framför allt för att sända budskap; det vill säga för att locka på djuren (med olika melodier för olika djur – praktiskt att inte alla kom springande samtidigt), för att skrämma bort rovdjur och för att sända budskap såsom "en ko har gått bort sig, finns hon hos er? – "Sök int' mer, sök int' mer, kua är här". Ett kohorn är mer lättspelat ju större det är.  Ett likvärdigt instrument är bockhorn med samma funktion och liknande klang. Vissa hävdar att bockhorn är mer lättspelade än kohorn. Kohornet hörs längre än bockhornet. Längst hörs näverluren.
Mycket gamla horn med fingerhål har hittats i svensk jord. Ett fynd från Visnums socken i Värmland har daterats till yngre järnålder, ett annat från Hedemora i Dalarna till 900-talet.

### Fiktion
Blåshorn är också vanliga som bruksföremål och artefakter inom fantasykulturen. Figuren Boromir i Tolkiens Sagan om Ringen har ett blåshorn som kallas för Gondors horn.  